# James Hillyar
Sir James Hillyar KCB KCH (* 29. Oktober 1769 in Portsea, Hampshire; † 10. Juli 1843 in Torpoint, Cornwall) war ein britischer Marineoffizier.

## Leben und Laufbahn
Hillyar trat 1779 im Alter von zehn Jahren in die Royal Navy ein. Zunächst diente er in der Zeit des Amerikanischen Unabhängigkeitskrieges auf der Fregatte HMS Chatham. Das Schiff beteiligte sich an der Blockade von Boston und im Jahr 1781 gelang es der Chatham in einem Gefecht die französische Fregatte Magicienne zu erobern.
Hillyar zeichnete sich besonders in den Seegefechten der Koalitionskriege gegen Frankreich aus.
Unter Horatio Nelson nahm er 1793 an den Kämpfen um Toulon und 1794 an der Einnahme von Korsika teil und wurde dafür 1794 zum Lieutenant befördert. Am 3. September dieses Jahres fiel er durch die Beteiligung an einem Kommandounternehmen gegen zwei spanische Korvetten im Hafen von Barcelona (Spanien war zu diesem Zeitpunkt Verbündeter Frankreichs) auf. 1800 wurde er zum Commander befördert.
In diesen Jahren war Hillyar Kommandant des Versorgungsschiffes Niger, mit dem er sich auch im März 1801 an der Landung beim ägyptischen Abukir beteiligte. Anfang 1804 wurde Hillyar dann auf Betreiben Nelsons zum 1804 zum Captain befördert und zugleich sein Schiff mit einer vollwertigen Bewaffnung (32 Kanonen) ausgerüstet. Dieses Schiff, die Niger, war dann zunächst im Mittelmeer aktiv, segelte im Oktober 1805 zur Unterstützung der Verbände vor Cadiz in den Atlantik, griff aber nicht in die Seeschlacht von Trafalgar ein, sondern kehrte nach England zurück. Im Februar 1806 konnte Hillyar mit Hilfe der Niger bei Gibraltar einen spanischen Kreuzer erbeuten. Das Kommando über die Niger hatte er bis 1807 inne. Von 1808 bis 1809 diente er als Flaggkapitän unter Rear-Admiral Harvey auf der HMS Saint George, die Patrouillen- und Blockadefahrten vor der französischen Küste unternahm.
1810 übernahm er das Kommando über die HMS Phoebe, mit der er im Herbst des Jahres auf Mauritius landete und die dort stationierten Franzosen besiegte. Im Mai 1811 beteiligte er sich mit seinem Schiff und den Fregatten HMS Galathea, HMS Astraea und der Sloop HMS Racehorse an einem Seegefecht vor Tamatave gegen drei französische Fregatten, das die Briten für sich entschieden. 
Im Britisch-Amerikanischen Krieg operierte er ab 1813 mit der HMS Phoebe als Commodore des britischen Pazifikgeschwaders vor der Küste Südamerikas gegen US-amerikanische Walfang- und Handelsschiffe, als er auf die US-Fregatte USS Essex unter Captain David Porter traf, den er verfolgte und der im März 1814 bei Valparaíso vor Hillyar kapitulieren musste.
Auch nach Ende der Koalitionskriege gegen Frankreich blieb Hillyar im Dienst der Royal Navy. 1837 wurde er zum Rear-Admiral befördert. 
1815 war Hillyar als Companion des Order of the Bath ausgezeichnet worden. 1834 wurde er zum Knight Commander des Royal Guelphic Order geschlagen und 1840 auch zum Knight Commander des Order of the Bath erhoben.
1805 heiratete er auf Malta Mary Taylor, mit der er drei Töchter und drei Söhne hatte. Zwei seiner Söhne Sir Charles Farrell Hillyar (1817–1888) und Henry Shank Hillyar (1819–1893) machten ebenfalls Karriere bei der Royal Navy und stiegen beide in den Admiralsrang auf.